# Robin Feuer Miller
Robin Feuer Miller es una eslavista que ha estudiado la figura y obra de Fiódor Dostoyevski.

## Biografía
Es hija de la también eslavista Kathryn B. Feuer y del sociólogo Lewis Feuer. Miller, profesora en Brandeis University y especializada en la literatura rusa del siglo XIX, es autora de títulos como Dostoevsky and ‘The Idiot’: Author, Narrator and Reader (Harvard University Press, 1981), The Brothers Karamazov': Worlds of the Novel (Yale University Press, 2008) y Dostoevsky's Unfinished Journey (Yale University Press, 2013), entre otros. También fue editora, junto a Malcolm Jones, de The Cambridge Companion to the Classic Russian Novel (Cambridge University Press, 1998).